# Ebrahim Hemmatnia
Ebrahim Hemmatnia (født 25. juni 1976) er en persisk - hollandsk eventyrer og den første person i verden, der krydsede et ocean på cykel. 
Han cyklede over Atlanterhavet på 68 dage med en amfibiecykel (også kaldet boatbike), et menneskedrevet køretøj som er i stand til at fungere på både land og vand. 
Han besøgte flere store byer som Dakar, Natal, João Pessoa, Recife, Aracaju, Salvador, Vitória, Rio de Janeiro og Sao Paulo.